# (3695) Fiala
(3695) Fiala – planetoida z pasa głównego asteroid okrążająca Słońce w ciągu 3,6 lat w średniej odległości 2,35 au Została odkryta 21 października 1973 roku w stacji Anderson Mesa należącej do Lowell Observatory przez Henry’ego Giclasa. Nazwa planetoidy pochodzi od Alana D. Fiali (ur. 1942), członka zespołu U.S. Naval Observatory. Przed jej nadaniem planetoida nosiła oznaczenie tymczasowe (3695) 1973 UU4.